# Infanterie-Regiment „Graf Bülow von Dennewitz“ (6. Westfälisches) Nr. 55

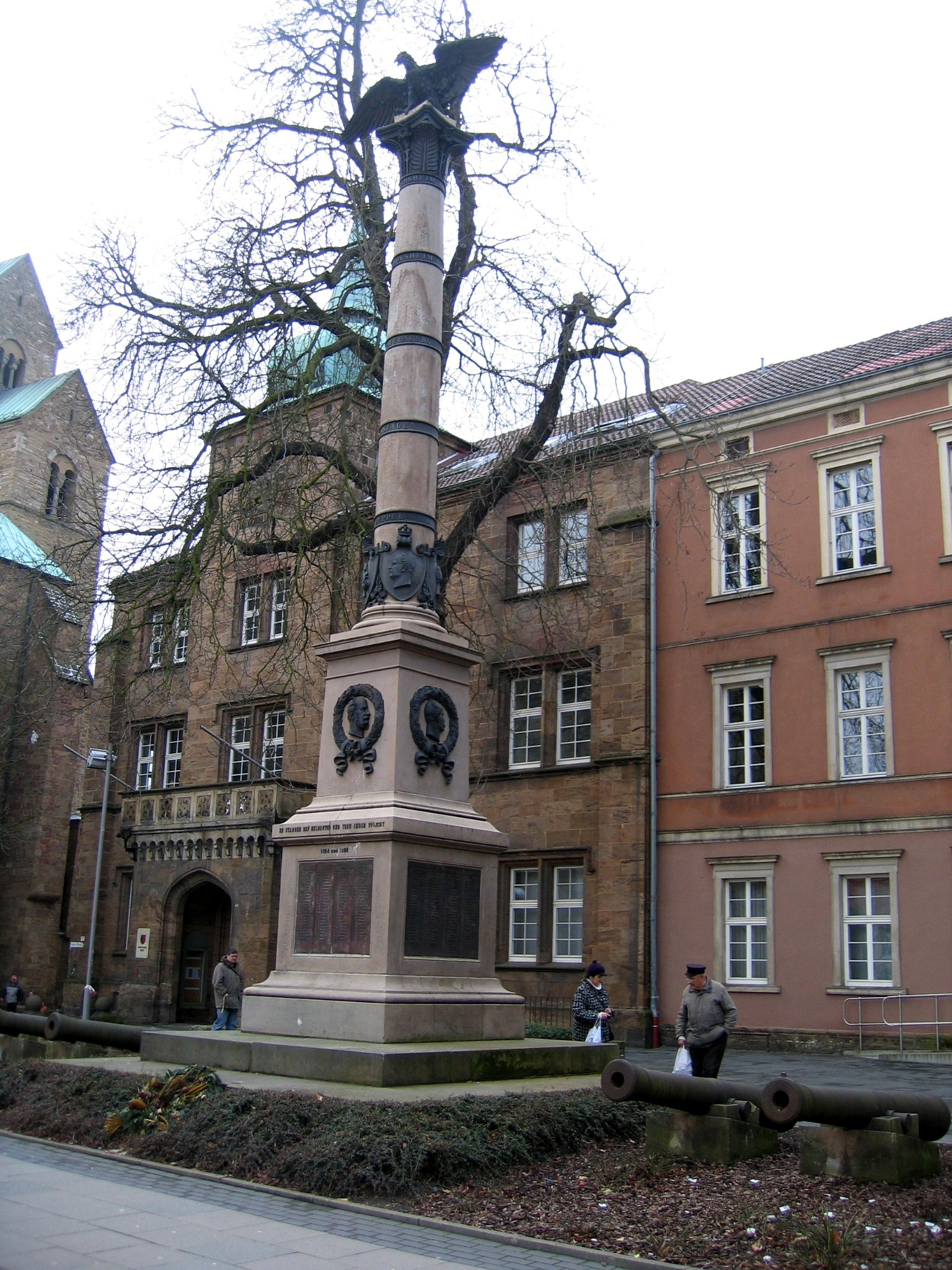
Denkmal vor der Alten Regierung in Minden. Erinnert wird u. a. an Gefallene des Infanterieregiments Nr. 55

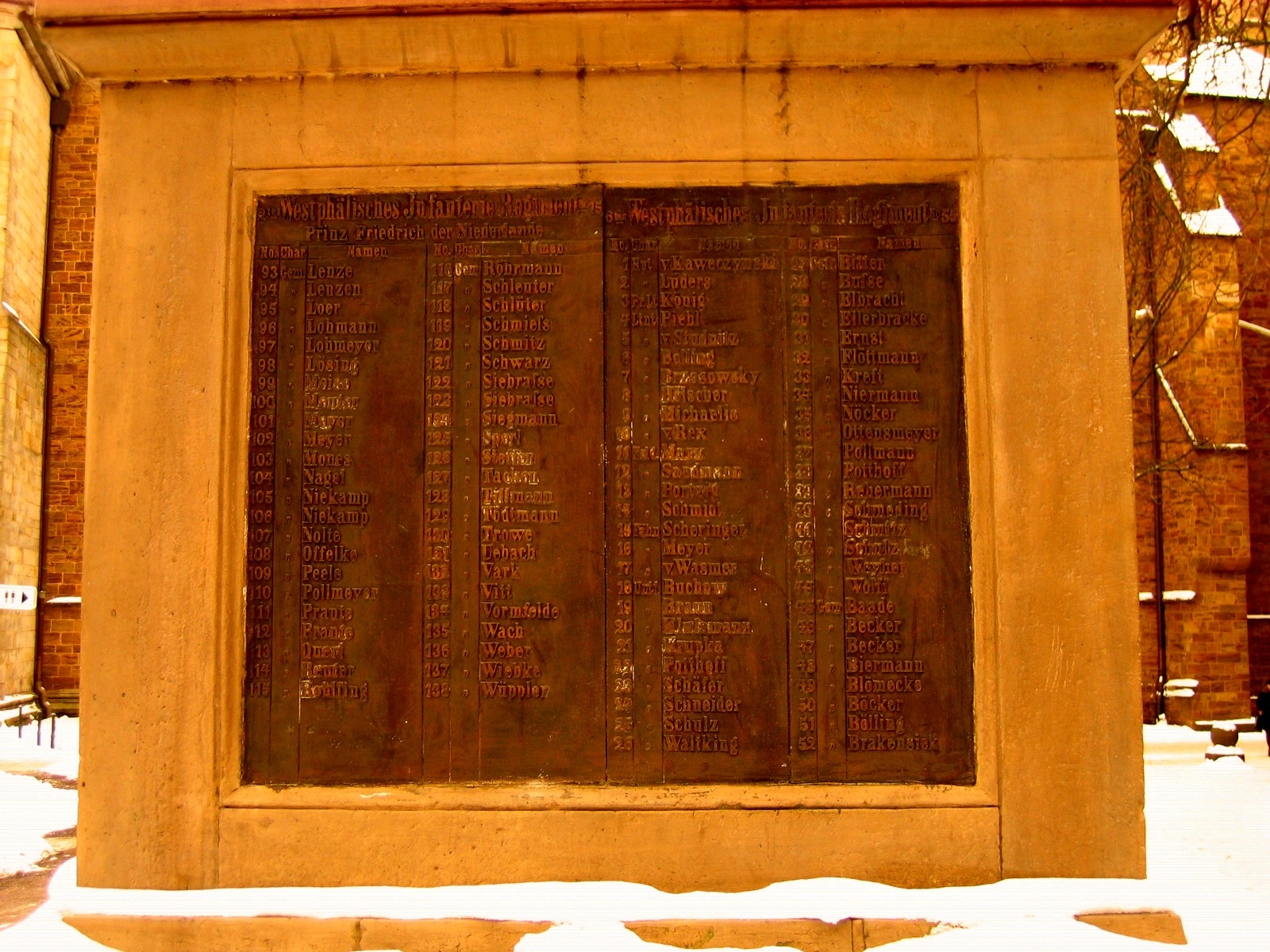
Liste der Gefallenen des IR 55 (rechte Seite)

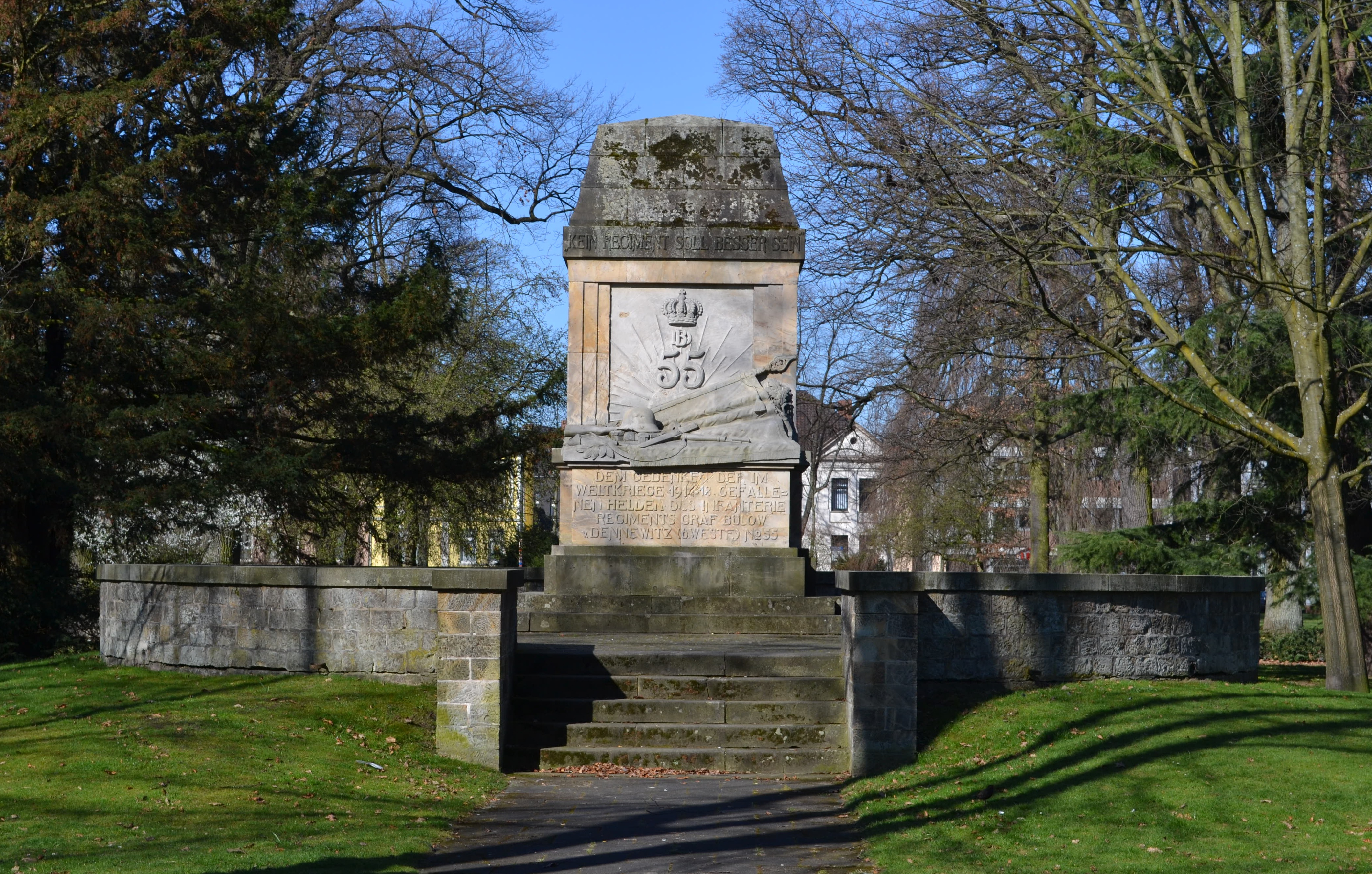
55er-Denkmal auf dem Kaiser-Wilhelm-Platz in Detmold

Das Infanterie-Regiment „Graf Bülow von Dennewitz“ (6. Westfälisches) Nr. 55 war ein Infanterieverband der Preußischen Armee.

## Geschichte
Der Verband wurde am 5. Mai 1860 im Rahmen der Roonschen Heeresreform aufgestellt. Dazu gab das Mutterregiment, das Infanterie-Regiment Nr. 15, aktives Personal an das Landwehr-Infanterie-Regiment Nr. 15 ab. Dieses gruppierte anschließend zum 15. Kombinierten Infanterie-Regiment um und stellte drei Bataillone Infanterie auf. Dazu gehörten zwei Musketier- (I. und II. Bataillon) und ein Füsilierbataillon (III. Bataillon). Später wurde das III. Bataillon herausgelöst und durch das Bataillon Lippe-Detmold („Lipper Schützen“) ersetzt. Erst nach vollendeter Formierung erhielt es seine endgültige Bezeichnung Infanterieregiment Nr. 55. Da es in Westfalen stationiert und dem VII. Armee-Korps in Münster unterstellt werden sollte, erhielt es als 6. Regiment in Westfalen die Provinzialbezeichnung 6. westfälisches. Nach seiner Formierung verlegte das Regiment seine ersten Standorte nach Ostwestfalen.
Das Regiment lag niemals geschlossen an einem Standort. Aufstellungsorte waren Minden, Paderborn und Bielefeld Zunächst lag das Regiment in Minden, Höxter und Herford in Garnison.
Zu Beginn des Ersten Weltkrieges lag der Regimentsstab und das III. Bataillon in Detmold (Fürstentum Lippe), das I. Bataillon in Höxter an der Weser und das II. in Bielefeld.
Kaiser Wilhelm II. ordnete am 27. Januar 1889 an, dass der Verband in Gedenken an den zweimaligen Retter von Berlin in den Koalitionskriegen nach dem General der Infanterie Friedrich Wilhelm von Bülow zu benennen sei.

„Ich will das Andenken an Meine in Gott ruhenden erhabenen Vorfahren sowie diejenigen hochverdiensten Männer, welche im Kriege und im Frieden ihnen mit besonderer Auszeichnung zur Seite gestanden  und sich gerechte Ansprüche auf die dankbare Erinnerung von König und Vaterland erworben haben, dadurch ehren und für alle Zeiten lebendig erhalten, daß Ich Regimentern und Bataillonen Meiner ruhmreichen Armee ihre Namen verleihe.“

Der Verband führte daher ab diesem Zeitpunkt den Namen Infanterie-Regiment „Graf Bülow von Dennewitz“ (6. Westfälisches) Nr. 55.

### Deutsch-Dänischer Krieg
Das Regiment zog 1864 erstmals vier Jahre nach seiner Gründung in den Deutsch-Dänischen Krieg. Der Verband verlegte nach Minden, um sich dort zu sammeln und wurde anschließend per Zug nach Harburg bei Hamburg verlegt. Es gehörte zum deutsch-österreichischen Expeditionskorps, das im Rahmen einer Bundesexekution im Auftrag des Deutschen Bundes die Aufgabe hatte, gegen Dänemark vorzugehen.
Durch die fortgeschrittenen Dänisierungsmaßnahmen wollte das Königreich Dänemark, dessen König auch Herzog von Schleswig, Holstein und Lauenburg war, Schleswig endgültig in das Königreich integrieren. Da aber die Schleswiger und die Holsteiner beschlossen hatten, „up ewig ungedeelt“ zu sein und der König dies auch anerkannt hatte, war seine Handlung rechtswidrig gegen die Einheit von Schleswig und Holstein gerichtet, da sie dann nicht mehr ungeteilt waren. Allerdings ist zu berücksichtigen, dass Holstein seinerzeit schon zum Deutschen Bund gehörte, Schleswig aber nicht.
Die Schleswiger und Holsteiner riefen daher den Deutschen Bund zu Hilfe. Dieser beschloss, dass nach Scheitern der politischen Versuche, die Einheit der beiden Staaten wiederherzustellen, militärisch eingegriffen werden sollte. Daher wurde von den beiden ewigen Kontrahenten um die Vormachtstellung im Deutschen Bund, Preußen und Österreich, ein gemeinsames Expeditionskorps aufgestellt und in Marsch gesetzt.
Das Regiment war bei der Besetzung Holsteins beteiligt, das vollständig durch die Dänen geräumt worden war. Die erste Verteidigungsstellung hatten die Dänen am sogenannten Danewerk errichtet. Nach dem Übergang über die Schlei drängten die Truppen der Verbündeten schnell nach Norden vor und besetzten Kiel. Nördlich davon verlief das Danewerk, das jedoch beim Herannahen der Preußen vom 3. bis 5. Februar 1864 geräumt wurde. Nur eine dänische Brigade sicherte den Rückzug des Gros der dänischen Armee nach Düppeln. Dort belagerte u. a. das Regiment die Schanzen, die im Vorfeld von Sonderburg errichtet worden waren. Am 17. März 1864 begannen dann die Vorbereitungen zum Sturm auf die Düppeler Schanzen am 18. April 1864. Das I. Bataillon war dabei sehr erfolgreich im Süden der Stellungen und war das erste, das eine Schanze nach dem Gardekorps bestieg. Die Dänen zogen sich im Verlauf des Sturmes auf die Insel Alsen zurück.
Nach einem kurzen Waffenstillstand begann am 29. Juni 1864 eine bis dahin nie dagewesene amphibische Aktion, bei der das II. Bataillon als eines der ersten Regimenter den Boden der Insel Alsen betrat. Mit allen nur greifbaren Booten, Schiffen und teilweise mit Flößen setzte man über den Alsensund, und nach kurzem Kampf kapitulierten die letzten dänischen Truppen auf Alsen.
Das Regiment beteiligte sich dann noch am Schleifen der Befestigungen von Sonderburg und den Düppeler Schanzen und kehrte wieder in seine Friedensstandorte zurück. Die beteiligten Bataillone erhielten für ihre Beteiligung am Sturm auf die Düppeler Schanzen und auf die Insel Alsen das Düppeler Sturmkreuz bzw. das Alsenkreuz. Ein entsprechendes Fahnenband befand sich an den Fahnen des I. und des II. Bataillons.

### Deutscher Krieg
Während des Deutschen Krieges 1866 war das Regiment zunächst an der Besetzung Hannovers beteiligt, nachdem die Hannoversche Armee bei Langensalza in Thüringen kapituliert hatte. Anschließend wurde das Regiment der so genannten Mainarmee unterstellt und verlegte Richtung Fulda, was es jedoch nicht erreichte. Es wurde Richtung Dermbach in Marsch gesetzt, wo es am dortigen Gefecht am 4. Juli einen mitentscheidenden Anteil hatte. Von dort ging es im Fußmarsch in Richtung Kissingen, wo die mit Österreich verbündeten bayerischen Truppen auf die Preußen warteten. Jedoch dauerte die Schlacht bei Kissingen am 10. Juli, an der das Regiment erfolgreich an der Spitze kämpfte, nicht lange. Die bayerischen Truppen zogen sich über Hammelburg nach Würzburg zurück. Von Garlitz marschierte das Regiment in Richtung Kissingen und fand einen Übergang über die Saale und drang von Südwesten und Süden in die Stadt ein. Das Infanterie-Regiment Nr. 15 und das Füsilierbataillon „Lippe“ zog gegen die Höhen um Kissingen während die Masse des Regiments in die Stadt eindrang. Dies musste allerdings ohne die Unterstützung durch die Artillerie geschehen, da General von Goeben die Beschießung der Kurstadt verboten hatte. In einem heftigen Straßenkampf kämpfte sich das Regiment durch die Stadt, in die die Bayern nach und nach zurückwichen. Mit Hilfe von Teilen des Infanterie-Regiments Nr. 15 drang man immer tiefer in die Stadt ein und nahm viele Gefangene. Inzwischen drang auch das Infanterie-Regiment Nr. 53 in die Stadt ein und unterstützte die beiden anderen Verbände. Gegen 1 Uhr nachmittags hatte man die Stadt gesäubert und drang gegen den Kirchhof an der Chaussee nach Nüdlingen vor. Hier entstanden dann die heftigsten Kämpfe in Kissingen. Das Regiment hielt die Stellungen, bis sie nach einiger Zeit durch die Infanterie-Regiment Nr. 15 und 53 verstärkt wurden. Erst als das Infanterie-Regiment Nr. 19 aus der Reserve mit frischen Kräften herangeführt wurde, konnte sich die beteiligten Kräfte des Regiments zurückziehen und ausruhen. Andere Kräfte des Regiments waren aber zusammen mit anderen Teilen der Brigade auf den Höhen in Kämpfe verwickelt. An einem Obsthang am Sinnberg kam es zu Kämpfen, bei denen Leutnant Friedrich von Papen gefangen genommen wurde und der Portepee-Fähnrich und spätere Generalfeldmarschall Max von Bock und Polach sich nur mit Mühe schwer verletzt retten konnte. Gegen halb 2 marschierten das II. und III. Bataillon gegen die Stadt, griffen aber nicht mehr in die Kämpfe ein. Sie sollten die Saalebrücken nehmen. Jedoch wurden sie auf dem Stationsberg von der Winterleite unter Feuer genommen und folgten den bayerischen Jägern nach Winkels, wo in der Nacht der Abzug der Bayern und damit ihre Niederlage besiegelt wurde.
Am 13. Juli kam es beim Vormarsch auf Frankfurt bei Laufach und Frohnhofen zu weiteren Gefechten, bei denen die 55er, die 15er und die Lipper beteiligt waren. Gegner waren hier aber nicht die Bayern, sondern die ersten Hessen des VIII. Bundeskorps.
Anschließend drängte man die Hessen in Richtung Aschaffenburg zurück. Am 14. Juli kam es zum Gefechte bei Aschaffenburg. Über Hösbach und Goldbach marschierte man auf Aschaffenburg. In schweren Kämpfen nahmen die Infanterie-Regimenter Nr. 15 und 55 die Stadttore. Die durch eine Brigade Österreicher verstärkten Hessen schossen aus allen Fenstern der Häuser der Stadt auf die eindringenden Preußen. Nach und nach zeichnete sich ab, dass die Bundestruppen immer mehr in Bedrängnis gerieten, da die Stadt nicht genug für die Verbündeten bot. Als das Regiment schließlich die Mainbrücke freigekämpft hatte und über 600 Gefangene gemacht hatte, kamen die Generale von Falkenstein und von Goeben und wurden mit jubelndem Hurra bedacht. Gegen 11 Uhr endete das Gefecht.
Nassauer und hessische Truppen versuchten den darauf begonnenen Marsch der Mainarmee auf Frankfurt bei Hanau zu verhindern. Sie wurden insbesondere durch das VII. Armeekorps, dem das Regiment unterstellt war, geschlagen. Die Bundesfestung Frankfurt, die von Bundestruppen besetzt war, kapitulierte beim Anmarsch der Preußen und wurde besetzt.
Anschließend marschierte die Mainarmee in Richtung Tauberbischofsheim und kämpfte dort gegen die Reste des VIII. Bundesarmeekorps. Die Schlacht dauerte von 5:30 Uhr bis zur beginnenden Dämmerung gegen 20:30 Uhr. Nach der Niederlage bei Tauberbischofsheim wandte man sich in Richtung Würzburg. Im Zuge der Belagerung, bei der auch die Festung Marienberg beschossen wurde, kam es westlich des Gaus Königshofen in Uettingen und Gerchsheim zu Gefechten am 25. Juli, bei dem auch Soldaten des Regiments fielen. Nachdem der Weg frei war, drängte man die verbliebenen Bayern in Richtung Würzburg zurück, die sich u. a. in der Festung Marienberg verschanzte. Die Division von Goeben marschierte von Höchberg auf Würzburg zu. Während das Regiment am Nikolausberg unterhalb des Käppeles die Festung beschossen wurde, antwortete die Festungsartillerie auf das preußische Artilleriefeuer sowie die Artillerie vom anderen Mainufer. Am späten Nachmittag stellte die Festung das Feuer ein und man bemerkte den Abzug der bayerischen Armee aus der Stadt.
Nach kurzer Verweilzeit in der Nähe Würzburgs marschierte das Regiment zunächst nach Württemberg, um dort den Friedensschluss abzuwarten. Ende August marschierte das Bataillon dann über Frankfurt wieder in seine Heimatstandorte zurück.

### Deutsch-Französischer Krieg
Im Krieg gegen Frankreich 1870/71 war das Regiment als Teil der 26. Infanterie-Brigade unter von der Goltz der 13. Division bei den Gefechten bei Spichern und Colombey beteiligt und gehörte danach zum Belagerungsring von Metz.
Nach der Kapitulation von Metz wurde das Regiment als Teil des neu aufgestellten Detachement „Goltz“ dem XIV. Korps unterstellt und kämpfte gegen die Verbände von Garibaldi. In dem Gefecht bei Villersexel und der dreitägigen Schlacht an der Lisaine kämpfte das Regiment gegen die neu aufgestellte französische Ostarmee unter General Bourbaki. Dieses wurde auf ihrem Rückzug nach der Schlacht an der Lisaine in Richtung der Schweizer Grenze verfolgt. In extremer Kälte erlebte das Regiment die letzten Gefechte am 1. Februar 1871 bei Pontalier, kurz bevor die Franzosen in der Schweiz interniert wurden.
Das Regiment verblieb noch längere Zeit als Besatzungstruppe in Frankreich, bevor es nach Deutschland zurückverlegt wurde.

### Erster Weltkrieg
Das Regiment machte bei Ausbruch des Ersten Weltkriegs am 2. August mobil. Als Teil der 26. Infanterie-Brigade der 13. Division kam es ausschließlich an der Westfront zum Einsatz. Nach dem Erstarren der Fronten kämpfte das Regiment weiter an allen Frontabschnitten bis hin zur Schlacht bei Verdun. In der Schlacht an der Somme erlitt das Regiment bei Allains am 15./16. September 1916 schwere Verluste. Das I. und II. Bataillon musste daher zu einem Bataillon mit drei Kompanien zusammengefasst werden. Abnutzungsbedingt aus der Schlacht gezogen, war es am 22. September 1916 durch das Ersatz-Bataillon wieder aufgefüllt worden und erhielt Anfang Oktober eine 2. und 3. MG-Kompanie. Anschließend trat das Regiment wieder in die Stellungskämpfe vor Verdun ein. Daran schloss sich im Mai 1917 die Schlacht an der Aisne und ab Ende des Monats die Stellungskämpfe am Chemin des Dames an. Nach schweren Verlusten bei Vaudesson mussten die Reste des Regiments am 23. Oktober 1917 zu einem Bataillon zusammengefasst werden. Erst Mitte November war der Verband wieder vollzählig. Anschließend bis Anfang Februar 1918 wieder vor Verdun eingesetzt, wurde der Verband dann aus der Front gezogen und bereitete sich auf die Große Schlacht in Frankreich vor. Vom 21. März bis 6. April nahm das Regiment an der deutschen Offensive teil und kämpfte nach der Einstellung an der Ancre, Avre und Somme. Bei Hamel erlitt es wieder schwere Verluste, sodass die Reste sich zu einem Bataillon formierten. Aufgrund der mangelnden Ersatzlage dauert es drei Wochen, bis das Regiment wieder aufgefüllt war. In der Folge wurden im September noch Teile des aufgelösten Infanterie-Regiments Nr. 217 eingegliedert. Außerdem erhielt das Regiment am 14. September 1918 noch eine MW-Kompanie.

### Verbleib
Nach dem Waffenstillstand zogen die Reste des Regiments in die Heimat nach Westfalen zurück. Dort wurde ab 6. Dezember 1918 der Stab und das III. Bataillon in Detmold, das I. Bataillon in Höxter sowie das II. Bataillon in Bielefeld demobilisiert.
In der Folgezeit bildeten sich verschiedene Freiformationen. Im Januar 1919 erfolgte die Aufstellung des Freikorps „Bielefeld“ durch das II. Bataillon und das III. Bataillon stellte das Freikorps „Detmold“ in Stärke von einer Kompanie mit MW-Zug auf. Letztere Formation wurde im März 1919 im Freikorps „Severin“ eingegliedert. Mit Bildung der Vorläufigen Reichswehr wurden diese Einheiten als II. Bataillon in das Reichswehr-Infanterie-Regiments 14 übernommen.
Die Tradition übernahm in der Reichswehr durch Erlass des Chefs der Heeresleitung General der Infanterie Hans von Seeckt vom 24. August 1921 die 14. Kompanie des 16. Infanterie-Regiments in Detmold.

## Regimentschefs
Fürst Leopold IV. war im Gegensatz zu seinem Vorgänger in dieser Funktion lediglich Chef des III. Bataillons.
| Dienstgrad             | Name               | Datum                                  |
| ---------------------- | ------------------ | -------------------------------------- |
|                        | Luise von Preußen  | 07. Dezember 1865 bis 6. Dezember 1870 |
| Generalleutnant        | Fürst Leopold III. | 16. August bis 8. Dezember 1875        |
| General der Kavallerie | Fürst Woldemar     | 22. März 1877 bis 20. März 1895        |
| Generalleutnant        | Fürst Leopold IV.  | 27. Januar 1910 bis Auflösung          |

## Kommandeure
| Dienstgrad            | Name                                      | Datum                                                           |
| --------------------- | ----------------------------------------- | --------------------------------------------------------------- |
| Oberst                | Emil von Schwartzkoppen                   | 01. Juli 1860 bis 8. Januar 1864                                |
| Oberstleutnant/Oberst | Alexander Stoltz                          | 09. Januar 1864 bis 29. Oktober 1866                            |
| Oberst                | Karl von und zu Gilsa                     | 30. Oktober 1866 bis 6. November 1869                           |
| Oberst                | Rudolf von Barby                          | 07. November 1869 bis 21. März 1873                             |
| Oberst                | Botho von Wussow                          | 22. März bis 22. Mai 1873 (mit der Führung beauftragt)          |
| Oberst                | Botho von Wussow                          | 23. Mai 1873 bis 1. Dezember 1873                               |
| Oberstleutnant/Oberst | Ernst von Grolman                         | 09. Dezember 1873 bis 14. Oktober 1874                          |
| Oberstleutnant        | Richard von Seeckt                        | 15. Oktober 1874 bis 18. Juni 1875 (mit der Führung beauftragt) |
| Oberstleutnant/Oberst | Richard von Seeckt                        | 19. Juni 1875 bis 11. März 1881                                 |
| Oberstleutnant/Oberst | Hans Wilhelm Herwarth von Bittenfeld      | 12. März 1881 bis 12. Januar 1887                               |
| Oberst                | Richard von Loeben                        | 13. Januar 1887 bis 21. Mai 1889                                |
| Oberst                | Emil von Meerscheidt-Hüllessem            | 22. Mai 1889 bis 16. Mai 1892                                   |
| Oberst                | Constantin von Quadt-Wykradt-Hüchtenbruck | 17. Mai 1892 bis 25. Mai 1894                                   |
| Oberst                | Arthur von Schlieffen                     | 26. Mai 1894 bis 17. Oktober 1897                               |
| Oberst                | Max von Weddig                            | 18. Oktober 1897 bis 17. Oktober 1900                           |
| Oberst                | Friedrich Sixt von Armin                  | 18. Oktober 1900 bis 13. November 1901                          |
| Oberst                | Alfred von Strubberg                      | 14. November 1901 bis 9. April 1906                             |
| Oberstleutnant        | Erich von Boyneburgk                      | 10. April bis 17. August 1906                                   |
| Oberst                | Alexander von Winterberger                | 18. August 1906 bis 16. Januar 1908                             |
| Oberst                | Max von Hopffgarten gen. Heidler          | 17. Januar 1908 bis 20. April 1911                              |
| Oberst                | Georg von Wachter                         | 21. April 1911 bis 26. Januar 1914                              |
| Oberst                | Otto von Trautmann                        | 27. Januar bis 30. September 1914                               |
| Oberstleutnant        | Lorenz von Gottberg                       | 01. Oktober 1914 bis 4. April 1915                              |
| Oberstleutnant        | Reinhard Kock                             | 05. April bis 1. Juni 1915                                      |
| Major                 | Erich von Flotow                          | 02. Juni 1915 bis 20. April 1916                                |
| Oberstleutnant/Oberst | Hans von Feldmann                         | 21. April bis 11. November 1916                                 |
| Major                 | Willi von Klewitz                         | 12. November 1916 bis 19. Januar 1917                           |
| Major                 | Ernst von Wangenheim                      | 20. Januar bis 10. Oktober 1917                                 |
| Major                 | Hans von Fabeck                           | 11. Oktober 1917 bis 22. April 1918                             |
| Oberstleutnant        | Viktor Bauernstein                        | 23. April bis 3. September 1918                                 |
| Major                 | Paul Platz                                | 04. September 1918 bis 4. Februar 1919                          |

## Uniform

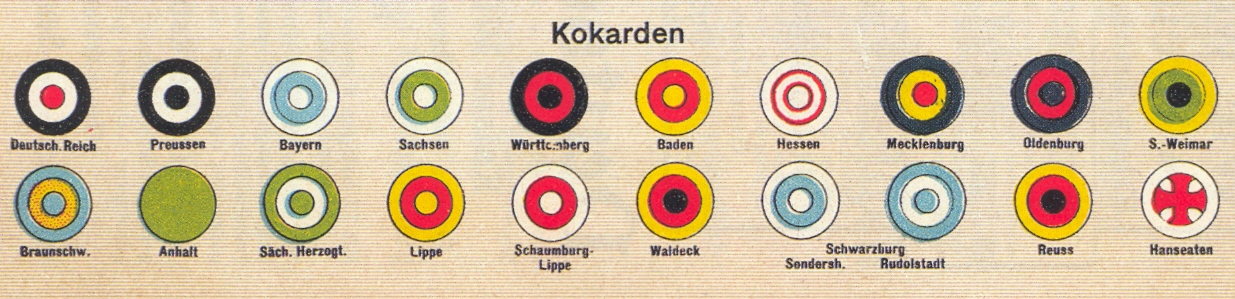
Lippische (unten, 4.v.l.) und preußische Kokarde (oben, 2. v.l.)

Das Regiment trug den blauen preußischen Waffenrock mit roten Aufschlägen, weiß eingefassten roten Ärmelpatten, hellblauen Abzeichen und gelben Knöpfen. Am Helm (ugspr.: Pickelhaube) trugen die Soldaten den gelbmetallenen bzw. vergoldeten Linienadler. Das Lederzeug war schwarz, auf den Schulterklappen der Mannschaften bzw. den Epauletten der Offiziere war die Regimentsnummer angebracht.
Die Soldaten des I./ und II./ trugen die preußische, die des III./ die Lipper Kokarde neben der Reichskokarde.